# Charles Proteus Steinmetz
Pour les articles homonymes, voir Steinmetz.
Charles Proteus Steinmetz, né Carl August Rudolph Steinmetz le 9 avril 1865 à Breslau et mort le 26 octobre 1923 à Schenectady, est un mathématicien et ingénieur en électricité américain d'origine allemande.

## Biographie
Il favorisa le développement du courant alternatif qui a rendu possible l'expansion de l'industrie électrique aux États-Unis, formulant des théories mathématiques pour les ingénieurs. Il a fait des découvertes révolutionnaires dans la compréhension de l'hystérésis qui ont permis aux ingénieurs de concevoir de meilleurs moteurs électriques pour l'industrie. En 1892, il énonce ainsi une formule empirique donnant la densité volumique de puissance dissipée par hystérésis.
Steinmetz était atteint de nanisme, de cyphose et d'une luxation congénitale de la hanche, tout comme son père et son grand-père avant lui.
Il est connu aussi pour son adhésion aux idées socialistes.
Il fait partie des personnalités dont John Dos Passos a écrit une courte biographie, au sein de sa trilogie U.S.A..
Il côtoya dans sa vie des personnages éminents tel qu'Albert Einstein ou Nikola Tesla, l'inventeur du courant alternatif[réf. souhaitée].